# سید حسین هاشمی
سید حسین هاشمی (زاده ۱۳۳۲ در شهرستان میانه، آذربایجان شرقی) قائم مقام پیشین وزیر کشور، کارشناس صنایع و سیاست‌مدار اصلاح‌طلب ایرانی می‌باشد. وی در دولت یازدهم استاندار تهران شد و پس از این سمت از سوی عبدالرضا رحمانی فضلی وزیر کشور دولت دوازدهم به عنوان قائم مقام وزیر کشور منصوب شد. وی همچنین از دوره چهارم در مجلس شورای اسلامی به عنوان نماینده شهرستان میانه حضور داشت که در دوره‌های پنجم، ششم، هفتم و هشتم به عنوان رئیس کمیسیون صنایع و معادن و در دوره‌های پنجم و ششم عضو هیئت رئیسه مجلس شورای اسلامی بوده‌است.وی از سال ۱۳۷۴ به مدت ۱۰ سال رئیس فدراسیون دوچرخه‌سواری ایران نیز بوده‌است.
او در انتخابات مجلس شورای اسلامی (۱۳۹۰) در دو فهرست نامزدهای اصلاح طلبان یعنی جبهه مردمی اصلاحات و حزب مردم سالاری و فهرست ائتلاف صدای ملت که نزدیک به اصلاح طلبان است، حضور داشت اما موفق به کسب رأی مورد نیاز و حضور در مجلس نهم نشد.